# 세수비움아과
세수비움아과(sesuvium亞科, 학명: Sesuvioideae 세수비오이데아이[*])는 번행초과의 아과이다.

## 하위 분류
- Sesuvium L.
- Trianthema L.
- Tribulocarpus S.Moore
- Zaleya Burm.f.